# Akademipalatset, Zagreb
Akademipalatset (kroatiska: Palača Akademije) är ett kulturmärkt palats i Zagreb i Kroatien. Byggnaden är säte för Kroatiska vetenskaps- och konstakademien och uppfördes för denna institutions räkning åren 1877–1880. Palatset är en fristående byggnad och landmärke beläget söder om Zrinjevac i Nedre staden.   

## Historik
När den "Sydslaviska vetenskaps- och konstakademien" (idag kallad Kroatiska vetenskaps- och konstakademien) år 1861 etablerades i dåvarande österrikisk-ungerska Zagreb saknade institutionen ett adekvat säte. Akademien var först inrymd i den byggnad som idag nyttjas av Kroatiska naturhistoriska museet och därefter i Folkets hus i Övre staden.
Sedan kulturpersonligheten Josip Juraj Strossmayer (1815–1905) etablerat Akademiens bibliotek och arkiv samt donerat flera konstverk till institutionen utvecklade han en idé om en passande byggnad för både Akademien och ett konstgalleri. År 1875 donerade han 40 000 floriner till Akademien med syfte att uppföra en byggnad (Akademipalatset) som därtill skulle rymma ett konstgalleri (Strossmayers galleri). Projektet att rita en ny byggnad anförtroddes den välrenommerade wienske arkitekten Friedrich von Schmidt (1825–1891). Det var ursprungligen tänkt att den nya byggnaden skulle uppföras på platån mittemot gymnasieskolan i Grič. Till följd av protester från boende i området övergavs dock idén och år 1876 beslutades det att byggnaden istället skulle uppföras på en yta söder om Zrinjevac i Nedre staden. Med anledning av den nya utsedda platsen ändrade von Schmidt de ursprungliga ritningarna och byggnaden fick en större yta för att även kunna rymma Arkeologiska museets samlingar. Då han utarbetade det nya projektet var Hermann Bollé (1825–1926) hans lärling och assistent.        
Byggnadsarbetena inleddes år 1877 och övervakades av Bollé. Byggnaden stod färdig år 1880 med skadades i den stora jordbävningen samma år vilket försenade den officiella invigningen. Den 4 november 1884 (den fjärde årsdagen av jordbävningen) presenterades palatset högtidligt för Akademiens förvaltning. Samma datum öppnade Strossmayers galleri för allmänheten.

## Arkitektur och beskrivning
Akademipalatset är en fristående byggnad i nyrenässans-stil med två våningar. Det anses ha ett särskilt kulturhistoriskt värde. Byggnadens entré och interiör har modifierats och avviker således från arkitektens von Schmidts ursprungliga planritning. Sedan tillkomsten har flera anpassningar utförts. År 1982 breddades entrétrapporna för att motsvara bredden på gaveln vid palatsets fasad och år 2000 totalrenoverades hela byggnaden.